# Driedoornvlagte
Driedoornvlagte (vollständige Bezeichnung englisch Driedoornvlagte Fossil Reef) ist ein einzigartiger Fundort von drei 548 Millionen Jahre alten Fossilien (Cloudina, Namacalathus und Namapoikia) bei Klein Aub in der Region Hardap in Namibia. Die 2014 entdeckte Fundstelle befindet sich auf den Farmen Rocky Mountains, Driedoornvlagte, Diamant, Klein Aub und Kuburuchap und gilt als eine der paläontologisch interessantesten weltweit.
Das Gebiet ist seit dem 15. Februar 2019 ein Nationales Denkmal.